# Electric Six
Electric Six – zespół rockowy założony w Detroit. Grupa zdobyła pewną popularność w 2001 roku, wraz z wydaniem singla „Danger! High Voltage”; od tego czasu wydała albumy Fire, Señor Smoke, Switzerland, I Shall Exterminate Everything Around Me That Restricts Me from Being the Master, Flashy, Kill, Zodiac, Mustang, Human Zoo, Bitch, Don't Let Me Die! i ostatni jak dotąd Fresh Blood for Tired Vampyres, How Dare You. Ostatnim albumem grupy jest Bride of the Devil, wydany 5 października, 2018 roku.

## Dyskografia
- Fire (2003)
- Señor Smoke (2005/2006)
- Switzerland (2006)
- I Shall Exterminate Everything Around Me That Restricts Me from Being the Master (2007)
- Flashy (2008)
- Kill (2009)
- Zodiac (2010)
- Heartbeats and Brainwaves (2011)
- Mustang (2013)
- Human Zoo (2014)
- Bitch, Don't Let Me Die! (2015)
- Fresh Blood for Tired Vampyres (2016)
- How Dare You? (2017)
- Bride of the Devil (2018)